# Norder-Sandtjärnen
Norder-Sandtjärnen är en sjö i Åre kommun i Jämtland och ingår i Nean-Vapstälvens kustområde. Sjön har en area på 0,15 kvadratkilometer och ligger 589,4 meter över havet. Sjön avvattnas av vattendraget Tevla.

## Delavrinningsområde
Norder-Sandtjärnen ingår i det delavrinningsområde (702958-131185) som SMHI kallar för Gräns mot Norge. Medelhöjden är 664 meter över havet och ytan är 15,88 kvadratkilometer. Det finns inga avrinningsområden uppströms utan avrinningsområdet är högsta punkten. Tevla som avvattnar avrinningsområdet har biflödesordning 2, vilket innebär att vattnet flödar genom totalt 2 vattendrag innan det når havet efter 6,1 kilometer. Avrinningsområdet består mestadels av skog (57 procent) och kalfjäll (35 procent). Avrinningsområdet har 0,28 kvadratkilometer vattenytor vilket ger det en sjöprocent på 1,8 procent. Bebyggelsen i området täcker en yta av 0,29 kvadratkilometer eller 2 procent av avrinningsområdet.